# Kozły (obwód grodzieński)
Kozły (biał. Казлы, Kazły, ros. Козлы, Kozły) – wieś na Białorusi, w obwodzie grodzieńskim, w rejonie brzostowickim, w sielsowiecie Koniuchy.
W latach 1921–1939 Kozły należały do gminy Indura, powiatu grodzieńskiego w ówczesnym województwie białostockim II Rzeczypospolitej.
Według Powszechnego Spisu Ludności z 1921 roku okolicę zamieszkiwało 128 osób, wszystkie były wyznania prawosławnego. Jednocześnie 127 mieszkańców zadeklarowało białoruską przynależność narodową a 1 polską. Było tu 25 budynków mieszkalnych. Miejscowość należała do parafii rzymskokatolickiej i prawosławnej w Indurze.
Podlegała pod Sąd Grodzki w Indurze i Okręgowy w Grodnie; właściwy urząd pocztowy mieścił się w Indurze.